# Moschea di Kasım Agha
La moschea di Kasım Ağa (in turco Kasım Ağa Mescidi, anche Kâsım Bey Mescidi, dove mescit è il termine turco per una piccola moschea) è un edificio bizantino convertito in moschea dagli ottomani a Istanbul, in Turchia. Né i rilievi durante l'ultimo restauro né le fonti medievali hanno permesso di trovare una risposta soddisfacente circa la sua origine e la possibile dedica. È probabile che il piccolo edificio fosse parte del complesso e monastero bizantino la cui chiesa principale era l'edificio conosciuto in epoca ottomana come la moschea Odalar, la cui dedica è anche incerta. L'edificio è un esempio minore di architettura bizantina a Costantinopoli.

## Ubicazione
La moschea si trova a Istanbul, nel distretto di Fatih, nel mahalle di Salmatomruk, non lontano da Edirnekapı (l'antica Porta di Carisio), più o meno a metà strada tra il museo di Chora e la moschea Fethiye, e a circa 100 metri a sud-ovest dai resti della moschea Odalar. La piccola moschea - racchiusa in un giardino alberato - si trova tra Koza Sokak e Kasim Odalar Sokak ed è circondata da edifici moderni.

## Storia

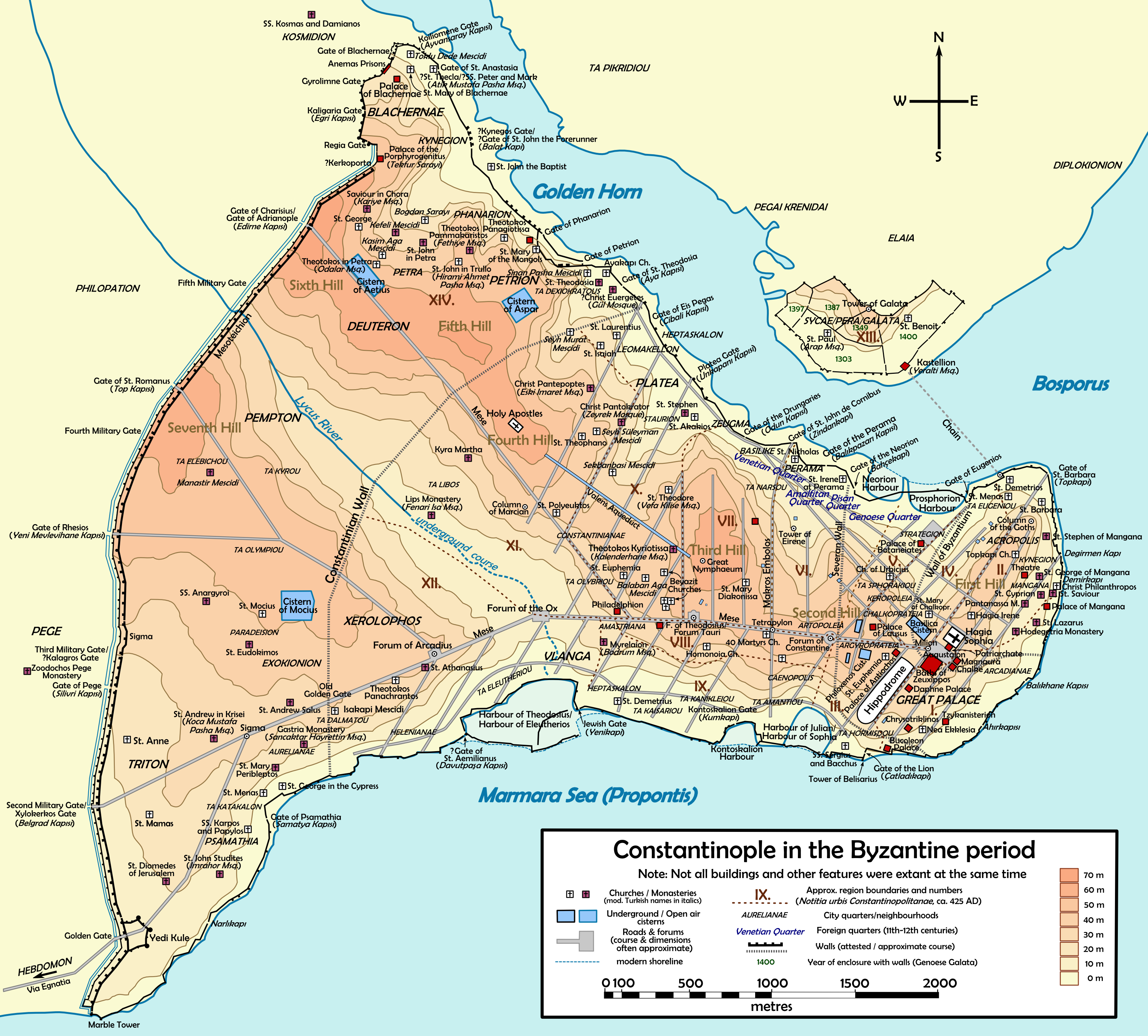
Mappa di Costantinopoli bizantina. La moschea di Kasim Ağa si trova vicino alla parte orientale delle mura terrestri, a circa 300 m a sud-est della Porta di Carisio.

L'edificio fu eretto sulla cima del sesto colle di Costantinopoli, su un altopiano che è limitato dalla Cisterna all'aperto di Ezio (ora un campo da calcio) e dall'edificio bizantino non identificato denominato in epoca ottomana come Boĝdan Saray. Nulla si sa sull'edificio nell'età bizantina. L'uso e l'eventuale dedica di questo edificio sono sconosciuti, ma è probabile che fosse un annesso di un monastero il cui katholikon è l'edificio conosciuto nel periodo ottomano come la moschea Odalar. L'approvvigionamento idrico di questo complesso proveniva senza dubbio dalla vicina cisterna Ipek. Comunque, al tempo della caduta di Costantinopoli nel 1453, l'edificio era già in rovina.
Dopo la conquista di Costantinopoli, nel quartiere intorno all'edificio si stabilì una popolazione prevalentemente cristiana. Nonostante ciò nel 1506, sotto il regno del Sultano Bayezid II, una fondazione pia dotata da Kasım Bey bin Abdullah (forse in quel momento Sekbanbaşı, cioè capo (in turco: Agha) dei giannizzeri), fece erigere una piccola moschea sulle rovine dell'edificio. Al tempio furono assegnati diversi negozi e appezzamenti di terreno nelle vicinanze, tra cui anche la cisterna bizantina ancora esistente denominata Ipek Bodrum (in turco: "sotterraneo della seta", così chiamata perché in epoca ottomana l'ampio spazio era usato come laboratorio per la torcitura della seta). La piccola moschea fu gravemente danneggiata dal terremoto di Istanbul del 1894 e dall'incendio di Salmatomruk del 2 luglio 1919, cosicché in seguito solo le mura perimetrali e la base del minareto erano ancora in piedi. Successivamente, abbandonato dalla metà del XX secolo, l'edificio fu usato come alloggiamento di fortuna (in turco: Gecekondu), ma negli anni '70 esso fu completamente restaurato e ora è aperto al culto.

## Descrizione

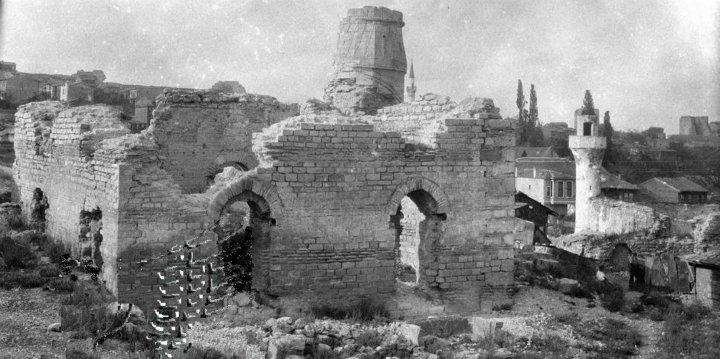
Una veduta da sud della moschea in rovina dopo l'incendio del 1919. Alla sua destra sullo sfondo anche il minareto della moschea di Odalar, anch'esso bruciato. Il minareto distante appartiene alla moschea Kariye.

L'edificio ha una pianta quadrata, con un orientamento nordest-sudovest. L'edificio bizantino era anche approssimativamente a pianta quadrata, con una sola navata preceduta a NE da un atrio e con una stanza aggettante sul lato est. A causa delle sue piccole dimensioni, l'edificio non può essere identificato come una chiesa, ma piuttosto come un annesso appartenente a un monastero. L'analisi della muratura durante il restauro ha mostrato diverse fasi di costruzione, e ha rivelato che le fondamenta e le pareti superstiti erano fatte di mattoni e pietra. Inoltre, i rilievi mostrano che durante la conversione in moschea nel 1506 l'atrio e il muro del Miḥrāb dovettero essere ricostruiti. Allo stesso tempo, un imponente minareto fu eretto sul lato nord-est dell'edificio.